# Maryna Slutskaya
Maryna Slutskaya –en bielorruso, Марына Слуцкая– (9 de julio de 1991) es una deportista bielorrusa que compite en judo.
En los Juegos Europeos de Minsk 2019 obtuvo una medalla de oro en la categoría de +78 kg. Ganó tres medallas en el Campeonato Europeo de Judo entre los años 2017 y 2021.

## Palmarés internacional
| Juegos Europeos    | Juegos Europeos     | Juegos Europeos   | Juegos Europeos |
| Año                | Lugar               | Medalla           | Categoría       |
| ------------------ | ------------------- | ----------------- | --------------- |
| 2019               | Minsk (Bielorrusia) | Medalla de oro    | +78 kg          |
| Campeonato Europeo |                     |                   |                 |
| Año                | Lugar               | Medalla           | Categoría       |
| 2017               | Varsovia (Polonia)  | Medalla de oro    | +78 kg          |
| 2019               | Minsk (Bielorrusia) | Medalla de oro    | +78 kg          |
| 2021               | Lisboa (Portugal)   | Medalla de bronce | +78 kg          |